# Onderconsumptie
De onderconsumptie-theorie in de economie, recessies en stagnatie ontstond als gevolg van onvoldoende vraag van de consumenten in relatie tot de geproduceerde hoeveelheid. De theorie vormde de basis voor de ontwikkeling van het keynesianisme en de theorie van de geaggregeerde vraag na de jaren 1930.
Volgens sommige economen kan onderconsumptie leiden tot economische crisissen. De econoom Jean Charles Léonard de Sismondi formuleerde in 1815 als eerste de theorie van onderconsumptiecrisis.
Het ontstaan van de onderconsumptietheorie is nauw verbonden met heterodoxe economen in het Groot-Brittannië van de 19e eeuw, in het bijzonder vanaf 1815. Deze onderconsumptie-economen verwierp de klassieke economie in de vorm van de Ricardiaanse economie. Deze economen vormde geen uniforme school en hun theorieën werden door de mainstream economics van hun tijd verworpen.
Overproductie is de tegenhanger van onderconsumptie aan de vraagkant van vraag en aanbod.